# Неприлизин
Неприлизин (мембранная металлоэндопептидаза (MME); нейтральная эндопептидаза (NEP);;общий острый лимфобластный лейкозный антиген (CALLA); CD10) — фермент эндопептидаза, продукт гена MME. Цинк-зависимая металлопротеаза, расщепляет пептиды по аминогруппе гидрофобных аминокислот и инактивирует несколько пептидных гормонов, включая глюкагон, энкефалины, вещество Р, нейротензин, окситоцин и брадикинин. Кроме этого, неприлизин деградирует также бета-амилоиды, накопление которых в нервной ткани связано с болезнью Альцгеймера. Синтезируется в виде мембранного белка, после переноса из аппарата Гольджи на поверхность клетки эктодомен неприлизина высвобождается во внеклеточную среду.
Неприлизин экспрессируется широким спектром тканей, но особенно высокий уровень белка обнаружен в почках. Это частый антиген, обнаруживаемый при остром лимфобластном лейкозе, и является важным маркёром при диагностике заболеваний у человека. Представлен на лейкемических клетках пре-B-лимфоцитарного фенотипа, которые представлены в 85 % всех случаев острого лимфобластного лейкоза.
Клетки-предшественники гематопоэтического ряда, экспрессирующие CD10, рассматриваются как общие клетки-предшественники лимфоцитов, то есть лимфобласты, которые способны дифференцироваться в T-лимфоциты, B-лимфоциты или естественные киллеры.
CD10 применяется при гематологической диагностике, поскольку белок экспрессирован на ранних B-, про-B- и пре-B-лимфоцитах и в герминативном центре лимфатических узлов. Гематологические заболевания с положительным тестом на CD10/ALL включают ангиоиммунобластную T-клеточную лимфому, лимфому Беркитта, хронический миелоидный лейкоз в бластном кризе (90 %), диффузную B-крупноклеточную лимфому, клетки фолликул лимфоузла (70 %). Острый миелоидный лейкоз, хронический лимфолейкоз, мантийноклеточная лимфома и B-клеточная лимфома маргинальной зоны характеризуются отрицательным тестом на CD10. CD10 отсутствует на клетках лимфомы, происходящих из зрелых B-клеток.

## Регуляция бета-амилоида
Исследования на нокаутных мышах показали, что у животных без неприлизина наблюдались как нарушения подобные болезни Альцгеймера у человека, так и отложение бета-амилоида в мозге, что подтвердило ассоциацию белка с болезнью Альцгеймера. Поскольку неприлизин рассматривается как лимитирующая стадия в деградации бета-амилоида, он считается терапевтической мишенью для лечения заболевания. Известно, что пептидный гормон соматостатин повышает ферментативную активность неприлизина. Снижение активности неприлизина с возрастом может объясняться окислительным повреждением, которое является одним из причинных факторов болезни Альцгеймера, поскольку повышенный уровень окисленного неприлизина был обнаружен в мозге больных относительно мозга когнитивно нормальных людей того же возраста.

## Регуляция пептидных гормонов

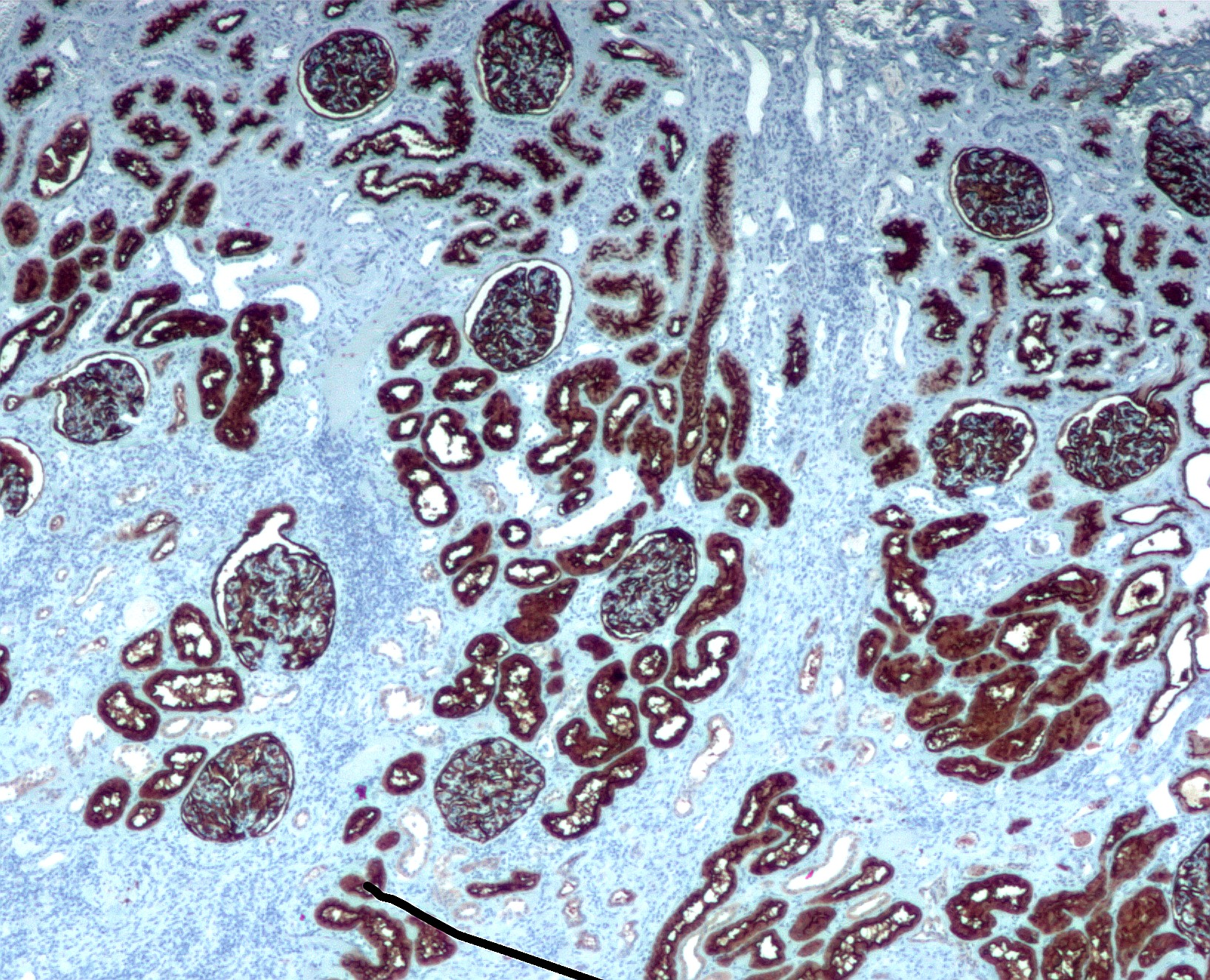
Окраска на неприлизин в нормальных почках

Неприлизин связан с несколькими биохимическими процессами и с высокой степенью экспрессирован в почках и лёгких. Ингибиторы, разработанные как анальгетики и антигипертезивные агенты, действуют, предотвращая активность неприлизина, направленную на расщепление таких сигнальных пептидов, как энкефалины, вещество Р, эндотелин и предсердный натрийуретический пептид.
Хотя была обнаружена связь между экспрессией неприлизина и злокачественных опухолях, механизм этой ассоциации остаётся неясным. В онкологических исследованиях ген неприлизина, как правило, обозначается как CD10 или CALLA. При некоторых типах рака, таких как метастазирующая карцинома и некоторые развитые меланомы, экспрессия неприлизина повышена. При других типах злокачественных опухолей, в первую очередь при раке лёгкого, неприлизин понижен и, таким образом, не способен модулировать пролиферативный аутокринный перенос сигнала раковых клеток, опосредованный секретируемыми пептидными гормонами такими, как гомологи бомбезина.
Было обнаружено, что экстракты из некоторых растений (метанольные экстракты из Ceropegia rupicola, Kniphofia sumarae,  Plectranthus cf barbatus и водные экстракты из Pavetta longiflora) способны ингибировать ферментативную активность неприлизина.

## Ингибиторы
Ингибиторы неприлизина разрабатывались с целью получения анальгетиков и антигипертезивных препаратов, которые предотвращают активность неприлизина, расщепляющий такие сигнальные пептиды, как энкефалины, вещество Р, эндотелин и предсердный натрийуретический пептид. Другие разрабатывались для лечения сердечной недостаточности.
- Сакубитрил/валсартан, тестирован в сравнении с эналаприлом у больных с сердечной недостаточностью[14].
- Сакубитрил, пролекарство, компонент комплексного препарата сакубитрил/валсартан.
- Сакубитрилат (LBQ657), метаболит и активная форма сакубитрила.
- RB-101, ингибитор энкефалиназы, используется только для исследовательских целей.
- UK-414,495
- Омапатрилат, двойной инибитор неприлизина и ангиотензинпревращающего фермента. Может вызывать ангионевротический отёк. Другие двойные ингибиторы также были разработаны[15].
- Экадотрил.
- Кандокситрил.